# Fountainhead Entertainment
A Fountainhead Entertainment egy mobiltelefon-vállalat, amelyet Katherine Anna Kang alapított 2000-ben. A cég mobiltelefon játékokat fejleszt, olyan minőségi játékokat, mint például a Doom RPG és az Orcs & Elves, amelyet Nintendo DS-re is kiadott az Electronic Arts.
2015-ben a Dentsu Aegis nevű reklámcég felvásárolta a vállalatot.

## Játékok
A következő játékokat a Fountainhead Entertainment fejlesztette ki:
| Kiadás éve     | Játék neve      | Kiadó           | Platform     |
| -------------- | --------------- | --------------- | ------------ |
| 2005           | Doom RPG        | JAMDAT Mobile   | Mobiltelefon |
| 2006           | Orcs & Elves    | EA Mobile       | Mobiltelefon |
| 2007           | Orcs & Elves    | Electronic Arts | Nintendo DS  |
| 2007           | Orcs & Elves II | EA Mobile       | Mobiltelefon |
| 2008           | Wolfenstein RPG | EA Mobile       | Mobiltelefon |
| Még ismeretlen | Doom II RPG     | Még ismeretlen  | Mobiltelefon |

## Külső hivatkozások
- Hivatalos oldal (angolul)
- Az EA Mobile hivatalos oldala (angolul)
- Az Electronic Arts hivatalos oldala (angolul)